# 유엔 안전 보장 이사회 결의 제2642호
유엔 안전 보장 이사회 결의 제2642호는 2022년 7월 12일 채택되었다. 주요 내용은 유엔 또는 그 산하 기관이 시리아 정부의 동의 없이도 튀르키예에서 시리아 북서부까지 국경을 넘는 지원을 계속 조정하고 제공할 수 있도록 허용하는 것이다. 또한 시리아에 대한 인도적 지원의 제공을 확대하는 것이다.
12개 이사국은 찬성표를, 프랑스와 영국, 미국은 기권표를 던졌다.

## 투표
- 안전 보장 이사회 상임 이사국은 굵은 글씨로 표시함.

| 찬성 (12) | 기권 (3)               | 반대 (0) |
| --- | ---------------------- | -------- |
| - 알바니아 - 브라질 - 중국 - 가봉 - 가나 - 인도 - 아일랜드 - 케냐 - 멕시코 - 노르웨이 - 러시아 - 아랍에미리트 | - 프랑스 - 영국 - 미국 |          |

## 같이 보기
- 유엔 안전 보장 이사회 결의 제2601 ~ 2700호 목록